# 7 (Sanna Nielsen)
7 è l'ottavo album in studio della cantante svedese Sanna Nielsen, pubblicato nel 2014.

## Tracce
1. Skydivin – 3:34
2. Breathe – 3:30
3. Rainbow – 3:58
4. Undo – 3:09
5. All About Love – 3:25
6. Trouble – 3:34
7. Ready – 3:51
8. You First Loved Me – 3:35
9. Undo (acoustic edit) – 3:18